# Tukugobius
Tukugobius is een monotypisch geslacht van straalvinnige vissen uit de familie van de grondels (Gobiidae).

## Soort
- Tukugobius philippinus Herre, 1927